# Nermin Puškar
Nermin Puškar, genannt Puško (* 12. April 1978 in Bihać, Jugoslawien) ist ein bosnischer Musiker und Sänger.

## Karriere
Nermin Puškar begann seine Karriere mit der Band Krug, mit der er das Album „Odsustvo kraja“ veröffentlichte. Im Jahre 1998 ging er an die Musikakademie von Sarajevo. Mit der Band Knock Out veröffentlichte er sein zweites Album Jednom kad sve ovo... Anfang 2003 verließ Nermin Puškar Knock Out, um sich auf das Authoring zu konzentrieren. Seitdem arbeitet er als Songwriter, Musiker, Studiomusiker, Arrangeur und Produzent mit Pop- und Rockstars aus dem ehemaligen Jugoslawien zusammen. Hervorzuheben sind unter anderem Sänger und Bands wie Marija Husar, Deen, Tony Cetinski, Massimo Savić, Dino Merlin, Željko Joksimović, Hari Mata Hari, Tifa, Amel Ćurić, Enver Lugavić, Karolina Gočeva, Erato, Lily Galić und Jelena Milušić.
Im Sommer 2005 nahm er im Long Play Studio in Sarajevo sein erstes Soloalbum mit dem Namen Novi Svijet auf.